# Convertitore buck
Un convertitore buck  è un particolare convertitore DC-DC che trova impiego per ridurre la tensione (convertitore step-down, o riduttore di tensione). La tipologia è simile al convertitore boost (un convertitore step-up, ossia elevatore) e fa parte della categoria dei convertitori switching. Il circuito è costituito da due interruttori (un transistor e un diodo), un induttore e un condensatore. 
Il modo più semplice per ridurre una tensione continua è usare un partitore di tensione, ma ne risulta un metodo poco efficace, dato che l'energia eccedente viene dissipata in calore. Un convertitore buck può invece essere assai efficiente (fino al 95% per i circuiti integrati) ed è molto versatile, potendosi adattare alle varie situazioni, come, ad esempio, convertire la tensione tipica della batteria (12-24 V) in un laptop fino ai pochi volt necessari alla CPU.

## Funzionamento del circuito

Fig 2: Le due configurazioni del convertitore Buck: stato "on", quando l'interruttore è chiuso, e stato "off", quando l'interruttore è aperto.

Il funzionamento del convertitore buck è semplice: tramite l'interruttore si connette l'induttore alla fonte di energia, in modo che il componente elettrico si carichi di energia magnetica; scollegandolo, l'induttore si scarica sul carico.

Fig 3: Simboli convenzionali dei componenti, tensione e corrente del convertitore Buck.

### Modo di funzionamento continuo (CCM)
Un convertitore buck funziona in modo continuo (CCM, dall'inglese Continuous Conduction Mode) se la corrente che circola nell'induttore (IL) non va mai a zero durante il ciclo di commutazione. In figura 4 sono riportate le forme d'onda nel tempo:

Fig 4: Forme d'onda di corrente e tensione in funzione del tempo, in un convertitore buck ideale, in funzionamento continuo.

- Quando l'interruttore è chiuso (stato "on", figura 2 sopra), la tensione sull'induttore è {\displaystyle V_{L}=V_{i}-V_{o}}. La corrente che circola attraverso l'induttore cresce linearmente. Il diodo è inversamente polarizzato e in esso non circola corrente;
- Quando l'interruttore è aperto (stato "off", figura 2 sotto), il diodo è polarizzato direttamente. La tensione sull'induttore è {\displaystyle V_{L}=-V_{o}} (si considera il caso ideale, in cui è trascurabile la caduta di tensione sul diodo) e la corrente IL cala.

L'energia immagazzinata nell'induttore è
{\displaystyle E={\frac {1}{2}}L\times I_{L}^{2}}
Quindi, l'energia immagazzinata nell'induttore L cresce durante la fase "on" e cala durante la fase "off". In pratica, L è usata per trasferire l'energia dall'ingresso all'uscita del convertitore.
Il valore della corrente IL è dato da:
{\displaystyle V_{L}=L{\frac {dI_{L}}{dt}}}
Con VL uguale a {\displaystyle V_{i}-V_{o}} durante la fase "on" e uguale a {\displaystyle -V_{o}} durante la fase "off". Quindi, l'incremento della corrente nella fase "on" è dato da:
{\displaystyle \Delta I_{L_{on}}=\int _{I_{min}}^{I_{max}}dI_{L}=\int _{0}^{t_{on}}{\frac {V_{L}}{L}}\,dt={\frac {\left(V_{i}-V_{o}\right)\cdot t_{on}}{L}}}
conseguentemente, il calo della corrente nella fase "off" è dato da:
{\displaystyle \Delta I_{L_{off}}=\int _{I_{min}}^{I_{max}}dI_{L}=\int _{0}^{t_{off}}{\frac {V_{L}}{L}}\,dt=-{\frac {V_{o}\cdot t_{off}}{L}}}
Se assumiamo che il convertitore lavori in regime stazionario, l'energia immagazzinata in ciascun componente alla fine del ciclo di commutazione è uguale a quella di inizio ciclo. Questo significa che il valore della corrente ILè lo stesso a t=0 e a t=T (vedi figura 4).
Quindi, {\displaystyle \Delta I_{L_{on}}+\Delta I_{L_{off}}=0}
Così possiamo scrivere, dalle precedenti equazioni:
{\displaystyle {\frac {\left(V_{i}-V_{o}\right)\cdot t_{on}}{L}}-{\frac {V_{o}\cdot t_{off}}{L}}=0}
Vale la pena notare che le suddette integrazioni possono essere fatte graficamente: nella figura 4, {\displaystyle \Delta I_{L_{on}}} è proporzionale alla superficie dell'area gialla, e {\displaystyle \Delta I_{L_{off}}} alla superficie dell'area arancione, dato che queste superfici sono definite dalla curva (rossa) della tensione sull'induttore. Dal momento che queste aree sono dei semplici rettangoli, le loro superfici si possono trovare facilmente: {\displaystyle t_{on}\times \left(V_{i}-V_{o}\right)} per ogni rettangolo giallo e {\displaystyle -t_{off}\times V_{o}} per quelli arancione. Per il funzionamento in modo continuo, la somma di entrambe le superfici deve essere zero.
Come si può osservare in figura 4, {\displaystyle t_{on}=D\cdot T} e {\displaystyle t_{off}=T-D\cdot T}. D è uno scalare chiamato duty cycle il cui valore (come si vedrà oltre) è compreso tra 0 e 1. Con questa assunzione si ottiene:
{\displaystyle \left(V_{i}-V_{o}\right)\cdot D\cdot T-V_{o}\cdot \left(T-D\cdot T\right)=0}
L'equazione precedente può essere riscritta nel modo seguente:
{\displaystyle V_{o}=D\cdot V_{i}}
Da questa equazione si può osservare che la tensione di uscita del convertitore varia linearmente con il duty cycle per una data tensione di ingresso. Dato che il duty cycle D è uguale al rapporto tra tOn e il periodo T, esso non può essere maggiore di 1. Perciò, {\displaystyle V_{o}\leq V_{i}}. Questa è la ragione per cui questo convertitore viene chiamato anche convertitore step-down (trad. gradino in basso).
Se, per esempio, si volesse abbassare una tensione di 12v fino a 3v (cioè una tensione di uscita uguale a un quarto di quella di ingresso), nel nostro circuito teorico ideale richiederebbe un duty cycle del 25%.

### Modo di funzionamento discontinuo (DCM)
Spesso accade che la quantità di energia richiesta dal carico sia abbastanza elevata da forzare il trasferimento in un tempo minore del periodo di commutazione. In questo caso, la corrente attraverso l'induttore si riduce, fino ad annullarsi, prima del termine del periodo (figura 5), e il convertitore si dice operante in modo discontinuo (DCM, dall'inglese Discontinuous Conduction Mode).
La differenza rispetto al modo di funzionamento continuo, quindi, è che l'induttore viene completamente scaricato prima di raggiungere la fine del ciclo di commutazione. Ciò ha alcune importanti implicazioni sulle equazioni che descrivono il funzionamento del convertitore rispetto al modo continuo: in particolare, il rapporto tra le tensioni d'ingresso e di uscita non è più una funzione lineare del solo duty cycle, ma dipende ora in modo quadratico dal duty cycle, dal valore dell'induttanza, dalla frequenza di lavoro e dal carico applicato.

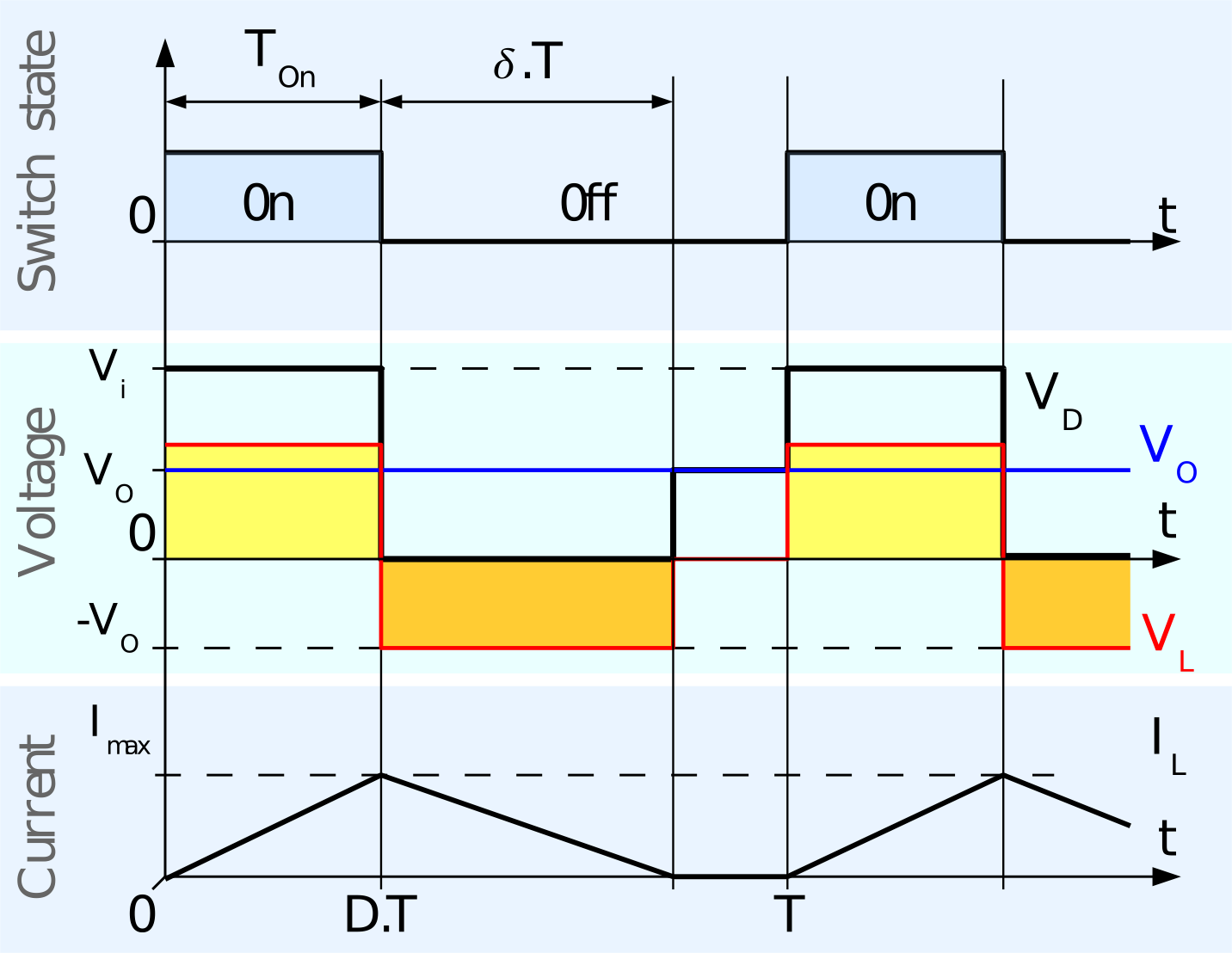
Fig 5: Variazione della tensione e corrente nel tempo, in un convertitore ideale Buck funzionante in modo discontinuo.

In generale, supponendo che il convertitore operi in regime stazionario, i valori dell'energia nell'induttore all'inizio e alla fine del ciclo sono identici e, nel caso particolare di funzionamento in regime discontinuo, nulli. Ciò implica che il valore medio della tensione ai capi dell'induttore (VL) sia zero, cioè che l'area dei rettangoli in figura 5 (in giallo e arancione) sia la stessa. In formule:
{\displaystyle \left(V_{i}-V_{o}\right)D\cdot T-V_{o}\cdot \delta \cdot T=0}
Perciò il valore di δ è dato da:
{\displaystyle \delta ={\frac {V_{i}-V_{o}}{V_{o}}}D}
La corrente fornita al carico ({\displaystyle I_{o}}) è costante, avendo supposto che il convertitore stia operando in regime stazionario. Ciò implica che la corrente che fluisce attraverso la capacità abbia un valore medio nullo e che il valore medio della corrente nell'induttore sia uguale a {\displaystyle I_{o}}:
{\displaystyle {\bar {I_{L}}}=I_{o}}
Indichiamo con {\displaystyle {\bar {I_{L}}}} il valore medio della corrente nell'induttore. La forma d'onda della corrente dell'induttore ha forma triangolare (figura 5), perciò il suo valore medio può essere ordinato geometricamente nel modo seguente:
{\displaystyle {\bar {I_{L}}}=\left({\frac {1}{2}}I_{L_{max}}\cdot D\cdot T+{\frac {1}{2}}I_{L_{max}}\cdot \delta \cdot T\right){\frac {1}{T}}={\frac {I_{L_{max}}\left(D+\delta \right)}{2}}=I_{o}}
La corrente dell'induttore all'inizio è nulla e cresce durante tON fino al valore ILmax. Ne segue che ILmax è uguale a:
{\displaystyle I_{L_{Max}}={\frac {V_{i}-V_{o}}{L}}D\cdot T}
Sostituendo il valore di ILmax nella precedente equazione si ottiene:
{\displaystyle I_{o}={\frac {\left(V_{i}-V_{o}\right)D\cdot T\left(D+\delta \right)}{2L}}}
e sostituendo δ con l'espressione ricavata sopra si ottiene:
{\displaystyle I_{o}={\frac {\left(V_{i}-V_{o}\right)D\cdot T\left(D+{\frac {V_{i}-V_{o}}{V_{o}}}D\right)}{2L}}}
che può essere riscritta esplicitando {\displaystyle V_{o}} :
{\displaystyle V_{o}=V_{i}{\frac {1}{{\frac {2L\cdot I_{o}}{D^{2}\cdot V_{i}\cdot T}}+1}}}
Tale espressione è più complessa rispetto alla corrispondente formula della modalità continua. Inoltre, la tensione di uscita ora è funzione non solo della tensione di ingresso (Vi) e del duty cycle (D), ma anche del valore dell'induttanza (L), del periodo (T), ossia della frequenza di funzionamento e della corrente di uscita (Io), ossia del carico applicato.

### Da modo discontinuo a modo continuo (e viceversa)

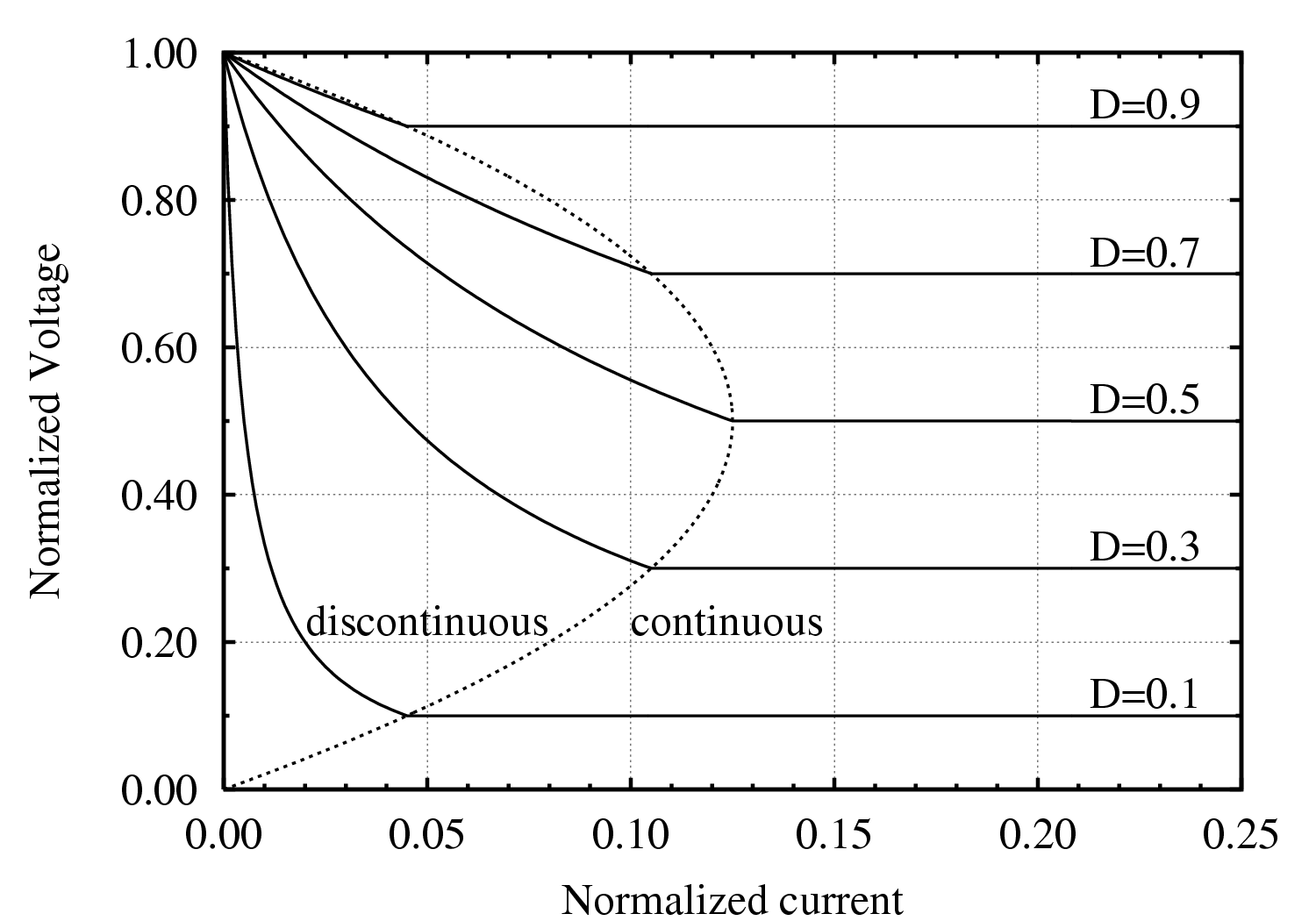
Fig 6: andamento delle tensioni e delle correnti di uscita normalizzate.

Il convertitore opera in modo discontinuo quando il carico assorbe correnti basse e in modo continuo con livelli di carico elevati. Il limite tra modo discontinuo e continuo viene raggiunto quando la corrente nell'induttore si annulla esattamente alla fine del ciclo di commutazione. Osservando la figura 5, questa condizione si verifica quando:
{\displaystyle D\cdot T+\delta \cdot T=T}
{\displaystyle D+\delta =1}
La corrente di uscita (uguale alla media della corrente attraverso l'induttore) al limite tra modo discontinuo e continuo è quindi:
{\displaystyle I_{o_{lim}}={\frac {I_{L_{max}}\left(D+\delta \right)}{2}}={\frac {I_{L_{max}}}{2}}}
Sostituendo ILmax si ottiene:
{\displaystyle I_{o_{lim}}={\frac {V_{i}-V_{o}}{2L}}D\cdot T}
Al confine tra le due modalità di funzionamento, la tensione di uscita obbedisce ad entrambe le espressioni che caratterizzano il modo continuo e discontinuo. In particolare, la prima è
{\displaystyle V_{o}=D\cdot V_{i}}
quindi Iolim può essere riscritta come:
{\displaystyle I_{o_{lim}}={\frac {V_{i}\left(1-D\right)}{2L}}D\cdot T}
Introducendo le nozioni di tensione normalizzata {\displaystyle \left|V_{o}\right|} e corrente normalizzata {\displaystyle \left|I_{o}\right|}:
{\displaystyle \left|V_{o}\right|={\frac {V_{o}}{V_{i}}}={\begin{cases}0,&V_{o}=0\\1,&V_{o}=V_{i}\end{cases}}}
{\displaystyle \left|I_{o}\right|={\frac {L}{T\cdot V_{i}}}I_{o}={\begin{cases}0,&I_{o}=0\\1,&I_{o}=I_{o}^{max}\end{cases}}}
si ha che:
- in modo continuo, {\displaystyle \left|V_{o}\right|=D}
- in modo discontinuo, {\displaystyle \left|V_{o}\right|={\frac {1}{{\frac {2L\cdot I_{o}}{D^{2}\cdot V_{i}\cdot T}}+1}}={\frac {1}{{\frac {2\left|I_{o}\right|}{D^{2}}}+1}}={\frac {D^{2}}{2\left|I_{o}\right|+D^{2}}}};
- la corrente sul confine tra modo continuo e discontinuo è {\displaystyle I_{o_{lim}}={\frac {V_{i}\left(1-D\right)}{2L}}D\cdot T={\frac {I_{o_{lim}}}{\left|I_{o}\right|}}\cdot {\frac {\left(1-D\right)D}{2}}}
- il punto limite tra modo continuo e discontinuo è caratterizzato da {\displaystyle {\frac {\left(1-D\right)D}{2\left|I_{o}\right|}}=1}.

Queste espressioni sono meglio visualizzate graficamente in figura 6, dalla quale si vede più chiaramente che nel modo continuo la tensione di uscita dipende linearmente dal duty cycle, mentre ha un andamento molto più complesso nel caso di funzionamento discontinuo. Tali considerazioni assumono un aspetto fondamentale nel progetto di un controllore.

### Circuito non ideale

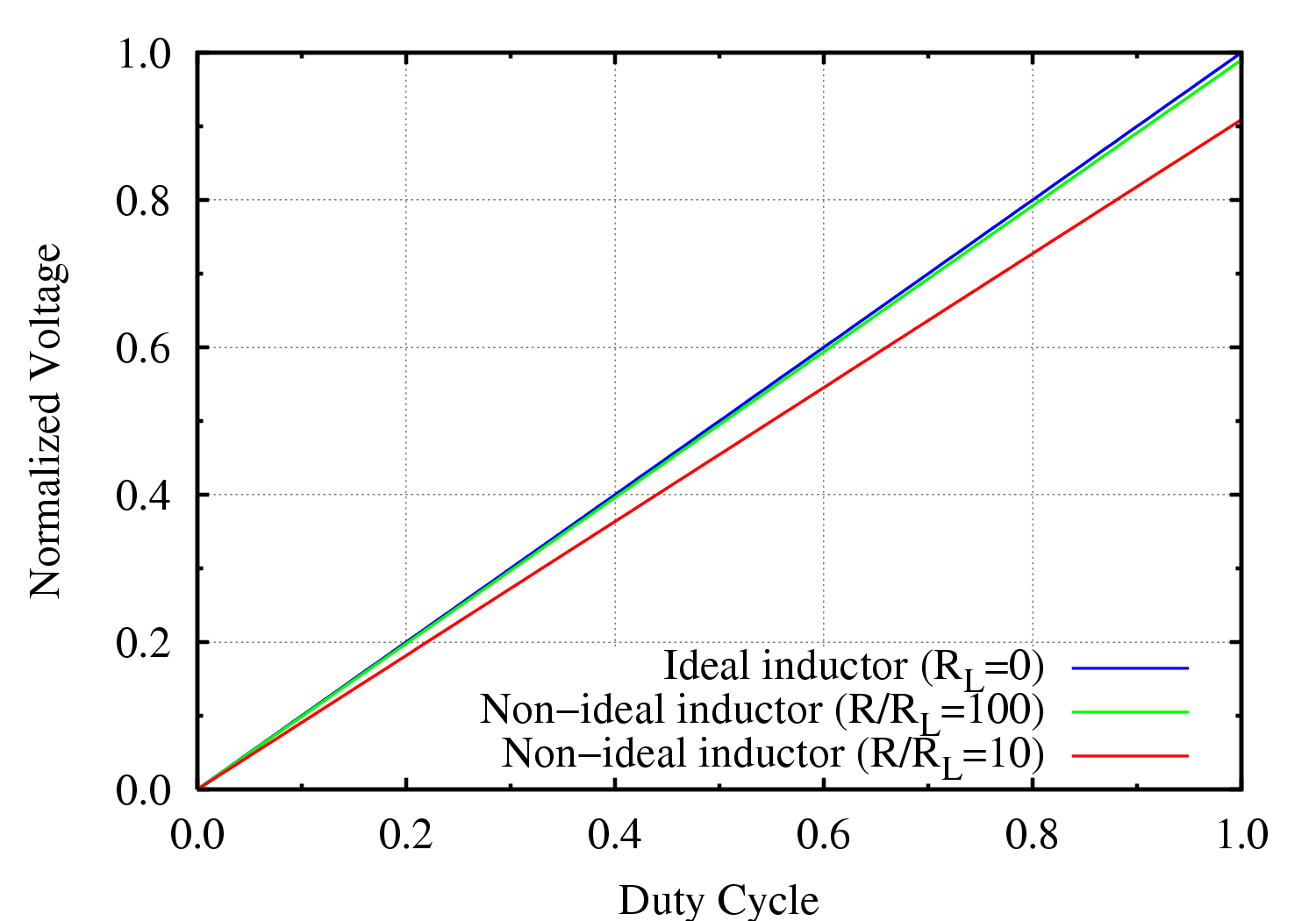
Fig. 7: Andamento della tensione di uscita e del duty cycle di un convertitore buck all'aumentare della resistenza parassita dell'induttore.

Il precedente studio è stato condotto con le seguenti assunzioni:
- Il condensatore di uscita è abbastanza grande da fornire potenza al carico (una resistenza semplice) senza osservabili variazioni in tensione.
- La caduta di tensione attraverso il diodo durante la polarizzazione diretta è zero.
- Non ci sono perdite di commutazione nel commutatore né nel diodo.

Queste assunzioni possono essere anche molto lontane dalla realtà, e i difetti dei componenti reali possono avere notevoli effetti negativi sul funzionamento del convertitore.

#### Ripple della tensione di uscita
Il ripple della tensione di uscita è il nome dato al fenomeno che vede la tensione di uscita alzarsi durante lo stato "on" e abbassarsi durante lo stato "off" del convertitore. Diversi fattori contribuiscono a questo effetto indesiderato, inclusi, ma non solo, la frequenza di commutazione, la capacità di uscita, l'induttore, il carico e ogni caratteristica di limitazione della corrente del circuito di controllo. Al livello più basso, la tensione di uscita aumenterà e diminuirà come conseguenza della carica e scarica della capacità di uscita:
{\displaystyle dV_{o}={\frac {i\cdot dT}{C}}}
Durante lo stato "off", la corrente in questa equazione è quella di carico. Nello stato "on", la corrente è la differenza tra la corrente del commutatore (o corrente sorgente) e quella di carico. La durata del tempo (dT) è definita dal duty cycle e dalla frequenza di commutazione.
Per lo stato "on":
{\displaystyle dT_{on}=D\cdot T={\frac {D}{f}}}
Per lo stato "off":
{\displaystyle dT_{off}=(1-D)\cdot T={\frac {1-D}{f}}}
Qualitativamente, all'aumentare della capacità di uscita o della frequenza di commutazione, l'ampiezza del ripple diminuisce. La tensione massima di ripple è tipicamente una specifica di progetto per l'alimentatore e viene selezionata in base a diversi fattori.  La scelta del condensatore è dettata normalmente dal fattore costo, dalla dimensione fisica e dalle caratteristiche reali dei vari tipi di condensatori.  La scelta della frequenza di commutazione è dettata tipicamente dall'efficienza richiesta, che tende a diminuire alle alte frequenze, come descritto nella sezione seguente, efficienza del circuito reale. Alte frequenze di commutazione, oltre a ridurre l'efficienza, possono aumentare i disturbi a radiofrequenza (EMI).
Dato che la tensione di ripple è uno dei difetti di un alimentatore a commutazione, viene spesso utilizzata come una delle misure della sua qualità.

#### Efficienza del circuito reale
Un'analisi semplificata del convertitore buck, come quella descritta sopra, non tiene conto delle caratteristiche reali, quindi non ideali, dei componenti del circuito. Queste difetti sono la causa di tutte le perdite di potenza del circuito.
Qualsiasi alimentatore a commutazione ha perdite di potenza statiche e dinamiche. Tra le perdite statiche vi sono quella da dissipazione termica {\displaystyle I^{2}R} nei fili o nelle tracce del circuito stampato PCB, come anche nei commutatori e nell'induttore o in ogni altro circuito elettrico. Le perdite dinamiche si verificano come conseguenza della commutazione, come la carica e scarica del terminale di controllo dell'elemento attivo di commutazione, e sono in genere proporzionali alla frequenza di commutazione.
È utile cominciare col calcolare il duty cycle per un circuito convertitore buck non ideale, che è:
{\displaystyle D={\frac {V_{o}+(V_{SWITCH}+V_{L})}{V_{i}+V_{SYNCHSW}-V_{SWITCH}-V_{L}}}}
dove:
```
 V
SWITCH
 è la differenza di potenziale ai capi del commutatore,
 V
SYNCHSW
 è la differenza di potenziale ai capi del commutatore sincrono o sul diodo, e
 V
L
 è la differenza di potenziale sull'induttore.
```

Le cadute di potenziale descritte sopra sono tutte dovute a perdite di potenza statiche che dipendono principalmente dalla corrente continua, perciò facili da calcolare. Per un transistor in saturazione o per la differenza di potenziale di un diodo, VSWITCH e VSYNCHSW possono essere già conosciute, basandosi sulle caratteristiche del dispositivo scelto.
{\displaystyle V_{SWITCH}=I_{SWITCH}\cdot R_{ON}=D\cdot I_{o}\cdot R_{ON}}

{\displaystyle V_{SYNCHSW}=I_{SYNCHSW}\cdot R_{ON}=(1-D)\cdot I_{o}\cdot R_{ON}}

{\displaystyle V_{L}=I_{L}\cdot R_{DCR}}
dove:
```
 R
ON
 è la resistenza del commutatore acceso (RDSON per un MOSFET), e
 R
DCR
 è la resistenza in corrente continua dell'induttore.
```

Il lettore attento avrà notato che l'equazione del duty cycle è in qualche modo ricorsiva. Una prima analisi grezza può essere effettuata calcolando i primi valori di VSWITCH e VSYNCHSW usando l'equazione del duty cycle ideale.
La resistenza di commutazione per componenti come i MOSFET, e la caduta di tensione diretta, per componenti come gli IGBT (Insulated Gate Bipolar Transistor), può essere determinata prendendo come riferimento le specifiche riportate nei datasheet del costruttore.
Inoltre, le perdite di potenza possono verificarsi anche per correnti di perdita. Queste perdite sono semplicemente:
{\displaystyle P_{LEAKAGE}=I_{LEAKAGE}\cdot V}
dove:
```
 I
LEAKAGE
 è la corrente di perdita del commutatore, e
 V è la tensione ai capi del commutatore.
```

Le perdite di potenza dinamiche sono dovute al comportamento in commutazione attraverso i dispositivi scelti (MOSFET, Transistor di potenza, IGBTs, ecc.).  Tra queste vi sono le perdite durante la transizione di accensione e di spegnimento.
Le perdite di accensione e spegnimento possono facilmente essere raggruppate come
{\displaystyle P_{SW}={\frac {V\cdot I_{o}\cdot (t_{RISE}+t_{FALL})}{6\cdot T}}}
dove:
```
 V è la tensione ai capi del commutatore quando è spento,
 t
RISE
 e t
FALL
 sono i tempi di salita e di discesa, e
 T è il periodo di commutazione.
```

Ma tutto ciò non prende in considerazione la capacità parassita del MOSFET che è al secondo posto. Quindi, le perdite di commutazione saranno più simili a:
{\displaystyle P_{SW}={\frac {V\cdot I_{o}\cdot (t_{RISE}+t_{FALL})}{2\cdot T}}}
Quando un MOSFET viene usato come commutatore secondario (low side), possono rilevarsi perdite aggiuntive durante il tempo tra lo spegnimento del commutatore principale (high side) e lo spegnimento di quello secondario, quando il diodo incorporato del MOSFET secondario trasmette la corrente di uscita.  Questo intervallo, conosciuto come il tempo di non sovrapposizione (non-overlap time), previene il "shootthrough", una condizione nella quale entrambi i commutatori sono simultaneamente accesi. Lo stato di "shootthrough" genera notevoli perdite di potenza e dissipazione di calore. L'accurata scelta del tempo di non sovrapposizione deve bilanciare il rischio di "shootthrough" con quello di un incremento di perdita di potenza dato dalla conduzione del diodo incorporato (body).
La perdita di potenza nel diodo incorporato è proporzionale anche alla frequenza di commutazione ed è
{\displaystyle P_{BODYDIODE}=V_{F}\cdot I_{o}\cdot t_{NO}\cdot f_{SW}}
dove:
```
 V
F
 è la tensione diretta ai capi del diodo incorporato, e
 t
NO
 è il tempo selezionato di non sovrapposizione.
```

Infine, perdite di potenza sono dovute anche alla potenza necessaria all'accensione e allo spegnimento del commutatore. Per i commutatori a MOSFET, queste perdite sono dominate dalla carica del gate, essenzialmente l'energia richiesta per caricare e scaricare la capacità del gate del MOSFET tra la tensione di soglia e la tensione di gate impostata. Queste perdite di commutazione di gate si verificano principalmente nel pilota del gate, e possono essere minimizzate selezionando MOSFET a bassa carica di gate, pilotando il gate del MOSFET a una tensione più bassa (al costo di maggiori perdite di conduzione nel MOSFET), o operando a una frequenza più bassa.
{\displaystyle P_{GATEDRIVE}=Q_{G}\cdot V_{G}\cdot f_{SW}}
dove:
```
 Q
G
 è la carica di gate  del MOSFET scelto, e
 V
G
 è la tensione di gate di picco rispetto a massa.
```

È essenziale ricordare che, per i MOSFET di tipo N, il commutatore principale (o cosiddetto high-side) deve essere pilotato con una tensione maggiore di Vi. Perciò VG sarò quasi sempre diversa nel commutatore principale che in quello secondario (o low-side).
Una progettazione completa di un convertitore buck presuppone un'analisi di compromesso delle varie perdite di potenza. I progettisti bilanciano queste perdite secondo l'uso previsto per il progetto finito. Si prevede per un convertitore a bassa frequenza di commutazione non richieda commutatori con basse perdite di commutazione di gate; un convertitore operante con un elevato rapporto di duty cycle richiede un commutatore secondario con basse perdite di conduzione.

### Strutture specifiche

#### Rettificazione sincrona

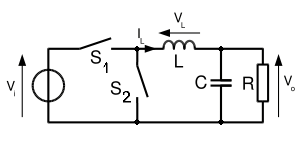
Fig. 8: Schema semplificato di un convertitore sincrono, nel quale D viene rimpiazzato da un secondo commutatore, S_{2}

Un convertitore buck sincrono è una versione modificata della topologia di circuito del convertitore buck di base, nella quale il diodo D viene sostituito da un secondo commutatore, S2.  Questa modifica è un compromesso tra aumento dei costi e miglioramento dell'efficienza. Essa è attuata in convertitori a bassa tensione ed alta corrente di uscita.
In un convertitore buck di base, il diodo di recupero si attiva automaticamente, poco dopo che il commutatore si è spento, come risultato dell'aumento della tensione diretta ai suoi capi. La caduta di tensione attraverso il diodo provoca una perdita di potenza uguale a
{\displaystyle P_{D}=V_{D}\cdot (1-D)\cdot I_{o}}
dove:
```
 V
D
 è la caduta di tensione attraverso il diodo alla corrente di carico I
o
,
 D è il duty cycle, e
 I
o
 è la corrente di carico.
```

Sostituendo il diodo D con il commutatore S2, selezionato per avere poche perdite, l'efficienza del convertitore può essere migliorata. Per esempio, basta selezionare per S2 un MOSFET con una RDSON molto bassa, che la perdita di potenza per S2 diventerà 
{\displaystyle P_{S2}=I_{o}^{2}\cdot R_{DSON}\cdot (1-D)}
Confrontando queste equazioni il lettore noterà che in ambedue i casi, la perdita di potenza è fortemente dipendente dal duty cycle, D. È chiara la ragione per la quale le perdite di potenza sul diodo di recupero o sul commutatore secondario saranno proporzionali al tempo di funzionamento in conduzione di questi.  Perciò, i sistemi progettati per funzionare con un duty cycle basso, saranno affetti da grandi perdite di potenza nel diodo di recupero o nel commutatore secondario, e per tali sistemi è conveniente considerare la progettazione di un convertitore buck sincrono.
Senza dati reali, il lettore non troverà molto chiara la comprensione di questa sostituzione. Consideriamo per esempio un alimentatore per computer, dove l'ingresso sia di 5 V, l'uscita di 3,3 V e la corrente di carico di 10 A. In questo caso, il duty cycle sarà del 66% e il diodo sarà in conduzione per il 34% del tempo. Un tipico diodo con tensione diretta di 0,7 V sarebbe affetto da perdite per 2,38 W.  Un MOSFET ben selezionato con una DSON di 0,015 ohm, dissiperebbe solamente 0,51 W di perdite di conduzione diretta. Questo si traduce in un miglioramento di efficienza e riduzione di calore dissipato.
I vantaggi di un convertitore buck sincrono non arrivano senza un costo. Per cominciare, il commutatore secondario costa tipicamente più del diodo di recupero. Inoltre la complessità del convertitore viene aumentata a causa della necessità di inserire un pilota con uscita complementare per il commutatore secondario.
Tale pilota deve prevenire che ambedue i commutatori vengano abilitati allo stesso tempo, un problema detto "shootthrough". La tecnica più semplice per evitare il verificarsi di questo problema è l'inserimento di un ritardo di tempo tra lo spegnimento di S1 e l'accensione di S2, e viceversa. Comunque, impostando questo ritardo abbastanza lungo da assicurarsi che S1 e S2 non siano mai accesi contemporaneamente provocherà un'ulteriore perdita. Una tecnica migliorata per prevenire questa condizione è conosciuta come protezione adattiva di  "non-sovrapposizione" (overlap), nella quale la tensione al nodo dei commutatori (il punto in cui S1, S2 e L sono connessi assieme) viene controllata per determinare il suo stato. Quando la tensione del nodo passa una soglia predefinita, viene fatto passare il tempo di ritardo. Il pilota può quindi adattarsi ai molti tipo di commutatori senza le eccessive perdite di potenza che la mancanza di flessibilità di un tempo di non sovrapposizione fisso potrebbe portare.
Nella pratica si fa shiftare il MOS di conduzione S1 nel ramo inferiore (ritorno) poiché in questa maniera risulta facilitato il pilotaggio di entrambi i MOS (conduzione S1 e ricircolo S2) dato che hanno come riferimento comune i loro Source e quindi le relative Vgs potranno riferirsi alla massa.

#### Buck multifase

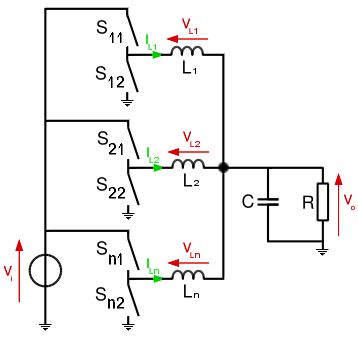
Fig. 9: Schema di un generico convertitore buck a n-fasi sincronizzate.

Il convertitore buck multifase è una topologia di circuito dove i componenti del circuito convertitore buck base sono posti in parallelo tra l'ingresso e il carico. Ognuna di queste "fasi" viene accesa ad intervalli di tempo uguali fra loro nel periodo di commutazione. Questo circuito viene usato tipicamente con la topologia del buck sincrono, descritta sopra.
Il vantaggio primario di questo tipo di convertitore è che la corrente di carico viene divisa tra le n-fasi del convertitore. Questa separazione del carico permette di distribuire la potenza dissipata su tutti su commutatori in un'area più estesa. Un altro vantaggio ugualmente importante fornito da questo convertitore è che il "ripple" di uscita viene diviso per il numero di fasi, n. Il carico quindi viene sottoposto ad una frequenza di ripple che è n-volte la frequenza di commutazione.

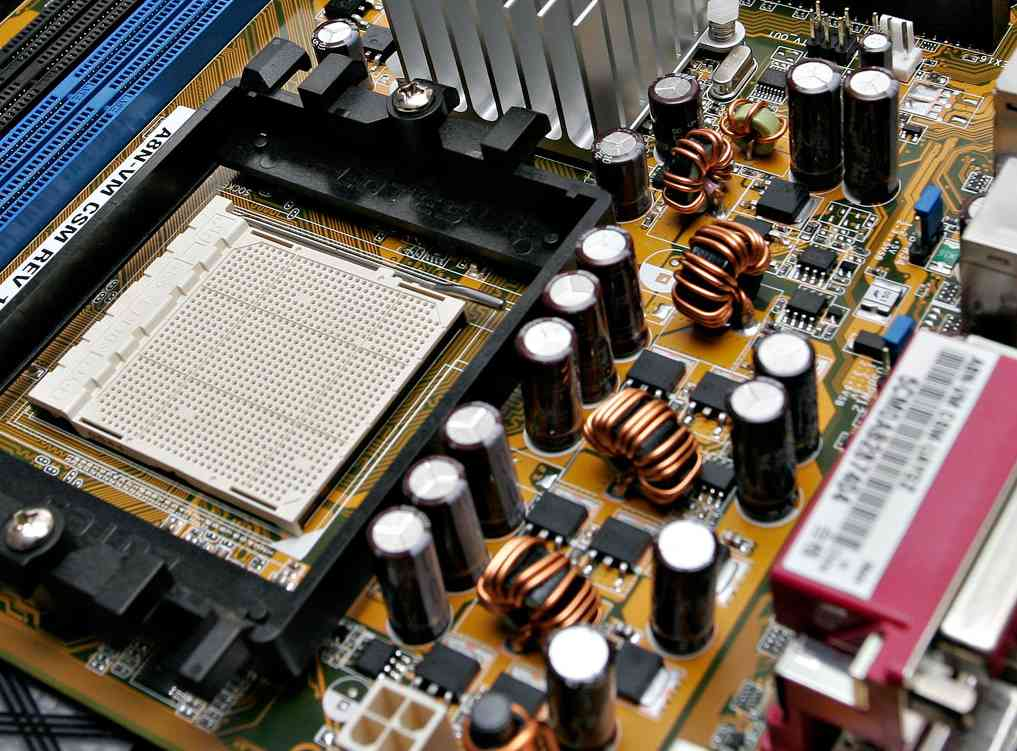
Fig. 10: La foto evidenzia i componenti costituenti un alimentatore a tre fasi per il microprocessore AMD con zoccolo 939. Sono distinguibili i tre induttori toroidali neri. Il piccolo induttore in prossimità del dissipatore fa parte del filtro d'ingresso.

Questa topologia di circuiti viene usata negli alimentatori di potenza per computer per convertire i 12V CC in una tensione più bassa (attorno al Volt), apposita per le CPU.  Le moderne CPU necessitano attualmente di correnti oltre le 100A con tensioni di ripple molto basse, meno di 10mV. Gli alimentatori tipici delle moderne schede madri usano 3 o 4 fasi (ma sono in arrivo schede con fino a 8 fasi), sebbene i costruttori dei circuiti integrati di controllo permettano fino a 6 fasi.
Una topologia multifase fornisce ulteriori significativi benefici. Per esempio, la risposta cambiamenti dinamici di corrente di carico può essere migliorata attraverso un'attenta progettazione del controllore. Ampi aumenti della corrente di carico possono essere ottenuti accendendo selettivamente più fasi secondo le esigenze del carico.
Una delle sfide più importanti inerenti al convertitore multifase è garantire che la corrente di carico sia ben bilanciata in tutte le n-fasi.  Il bilanciamento di corrente può essere effettuato in molti modi. La corrente può essere misurato "senza perdite" controllando la tensione ai capi dell'induttore o del commutatore secondario (quando acceso). Questa tecnica viene considerata "senza perdite" perché si basa sulle resistenze parassite inerentemente presenti nella topologia del convertitore buck. Un'altra tecnica è di inserire una piccola resistenza nel circuito e di misurarne la tensione ai capi. Questo approccio è più accurato e regolabile, ma incontra diversi costi - spazio, efficienza e componenti aggiuntivi.
Infine, la corrente può essere misurata dall'ingresso. La tensione può essere misurata senza perdite ai capi del commutatore principale, o usando una resistenza di potenza, per approssimare la corrente assorbita. Quest'approccio è tecnicamente più difficile, dato che il rumore di commutazione non può essere facilmente filtrato. Quest'ultimo metodo è meno costoso che adoperare una resistenza di misura per ogni fase.

## Applicazioni

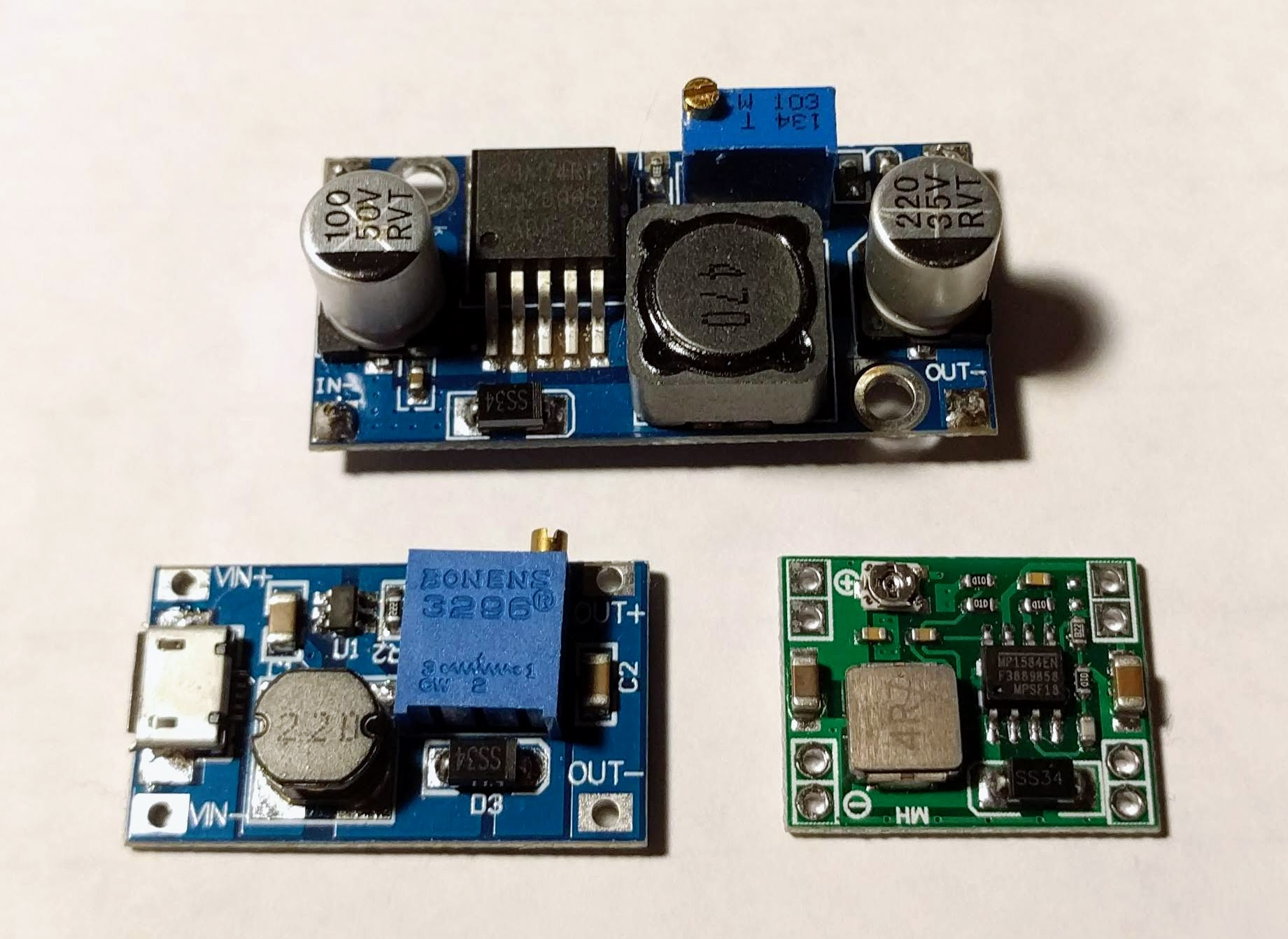
Moduli convertitori a basso costo: due buck e un boost

Il convertitore buck è ampiamente utilizzato nei piccoli componenti elettronici a basso consumo per passare da 24/12V a 5V. Spesso sono venduti come un piccolo modulo con chip già montato per ben meno di 1€ e con un'efficienza del 95% circa.